# Iman Marinus van der Bijl
Iman Marinus van der Bijl (Zonnemaire, 14 mei 1914 - Renesse, 10 december 1944) was een Nederlandse verzetsstrijder tijdens de Tweede Wereldoorlog.

## Rol in verzet
Iman Marinus van der Bijl was landbouwer te Zonnemaire en actief in het verzet. Hij nam deel aan het verzet vanuit zijn gereformeerde geloofsovertuiging. Hij was betrokken bij de verzetsorganisatie "Landelijke organisatie voor hulp aan onderduikers" (de L.O.).
Hij was plaatselijk leider van LO-Zonnemaire.
Tevens was hij betrokken bij het drukken en verspreiden van het illegale blaadje Vrije Stemmen.

## Arrestatie en executie
In de nacht van 6 december 1944 werd hij gearresteerd door de Duitsers bij een poging met 16 anderen vanuit het bezette Schouwen-Duiveland met een mosselkotter met Engelse commando's over te steken naar het bevrijde Noord-Beveland.
Op 10 december 1944 werd Iman Marinus van der Bijl met negen andere verzetsstrijders opgehangen te Renesse. Ze worden de Tien van Renesse genoemd.
De weduwe Van der Bijl, de moeder van de terechtgestelde I. M. van der Bijl, was met haar kinderen naar de Wieringermeer geëvacueerd. Haar leegstaande woning met boerderij werd op 11 december door soldaten van de Grenspolitie bezocht. Er werd bedrijfsschade aangericht, terwijl huisraad werd meegenomen.
In Zonnemaire werd de I.M. van der Bijlstraat naar hem genoemd.